# Кула Краљевића Марка (Вишеград)
Кула Краљевића Марка налази се у Вишеграду, 300м од чувеног моста Мехмед паше Соколовића. Кула је у прошлости имала улогу стражарнице у оквиру старог града Павловине, који се налазио на узвишењу изнад куле. Сама кула направљена је од камена и висока је 8m. Још у периоду прије Берлинског конгреса унутрашњост куле је затрпана како се у њој не би скривали хајдуци и устаници.
Кула је интересантна због занимљиве легенде која је описана у роману Иве Андрића „На Дрини ћуприја“.